# Harmonie préétablie

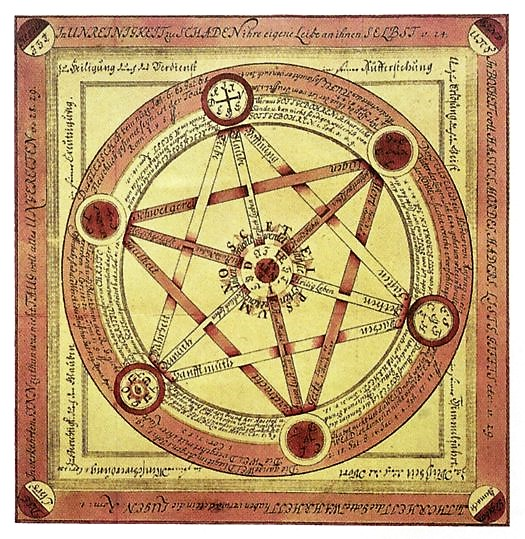
Sceau de Salomon d'Abraham von Franckenberg, dans Raphael oder Artzt - Engel, Amsterdam 1676 (écrit en 1639).

L'harmonie préétablie est une théorie philosophique de Gottfried Wilhelm Leibniz relative à la causalité en vertu de laquelle chaque « substance » dont est fait le monde (tant les corps que les esprits) n'affecte qu'elle-même, bien que toutes semblent interagir entre elles causalement. La raison de cette causalité apparente entre les substances est qu'elles ont été programmées par Dieu pour s'« harmoniser » les unes avec les autres. 
La première occurrence du terme se trouve dans un texte rédigé par Leibniz en français, l'Éclaircissement du nouveau système de la communication des substances, pour servir de réponse à ce qui en est dit dans le Journal du 12 septembre 1695. Il y est affirmé que les rapports causaux ne dépendent pas de relations extrinsèques entre les choses mais sont contenus dans les choses elles-mêmes, déterminées une fois pour toutes par Dieu, de sorte que les "efforts ne sont proprement que dans la substance même". 
Le terme qu'emploie Leibniz pour désigner ces substances est « monade », qu'il décrit dans son ouvrage Monadologie (§ 7) comme étant « sans fenêtre ».
La théorie de l'harmonie préétablie s'oppose à l'occasionnalisme de Malebranche et se distingue du parallélisme hérité de la philosophie de Spinoza, avec lequel elle est parfois confondue.

## Thèses
La théorie de l'harmonie préétablie trouve son expression la plus ramassée dans un bref ouvrage de Leibniz intitulé Monadologie (1714). Comme Malebranche, Leibniz pose que c'est en réalité Dieu qui règle tout ce qui survient et qu'il n'existe donc nulle causalité directe d'une substance sur l'autre. Il n'existe par conséquent aucune causalité de l'esprit sur la matière. 
Ce réglage divin ne sera toutefois pas conçu par lui selon le modèle de l'occasionnalisme proposé par Malebranche, mais d'après celui, plus économique, d'une harmonie entre réalités matérielles et réalités spirituelles. Cette harmonie aurait été « préétablie » par Dieu lors de la Création du monde. Selon Leibniz, Dieu règle tout — comme pour les tenants de l'occasionnalisme — mais sur le mode d'un préréglage qui fait qu'à la série des événements de l'esprit correspond la série des événements du corps, ou plutôt de ce que nous appelons « corps ». En effet, d'après Leibniz, ce qui est désigné comme un corps n'est en fait qu'un degré inférieur de la même réalité à laquelle appartient l'esprit. La théorie de l'harmonie préétablie ne consiste donc pas réellement en une forme de parallélisme entre le corps et l'esprit, bien qu'elle puisse être interprétée ainsi.